# Jan Diesselhorst
Jan Diesselhorst   (Marburg, 18 de març de 1954 - Berlín, 5 de febrer de 2009) fou un violoncel·lista alemany, membre fundador d'Els 12 violoncel·listes de la Filharmònica de Berlín.

## Biografia
Nascut a Marburg, Diesselhorst, net del teòleg protestant Rudolf Bultmann i fill de Gesine Bultmann i del seu marit, la filòsofa legal de Göttingen, Malte Diesselhorst, va créixer a Göttingen en una família melòmana. Va estudiar tocant el violoncel primer amb Aleksandr Molzahn a Frankfurt i després amb Wolfgang Boettcher a Berlín. Després de rebre diversos premis, va aprovar l'audició de la Filharmònica de Berlín el 1977, en què anteriorment havia treballat temporalment. El 1985, ell i els seus tres companys d'orquestra Daniel Stabrawa com a (primer violí), Christian Stadelmann (segon violí) i Neithard Resa (viola) van fundar el Quartet Philharmonia de Berlín. El conjunt va rebre el "Preis der deutschen Schallplattenkritik" pels seus enregistraments de peces de Britten i Reger. A més, des de la seva gravació amb la Filharmònica de Berlín, també pertanyia al conjunt Els 12 violoncel·listes de la Filharmònica de Berlín i va ensenyar al "Karajan-Akademie" des del 1990. Amb l'Orquestra Filharmònica de Berlín, una de les "figures destacades de la primera fila". Diesselhorst, també va formar part del Consell dels Cinc des del 2003 i al consell d'administració de l'orquestra des del 2005, a més de ser vicepresident de la fundació.
Diesselhorst estava casat amb la pianista Gesine Tiefuhr-Diesselhorst. Va morir d'aturada cardíaca als 54 anys després d'una operació de vàlvula cardíaca de sis hores. Amb motiu del primer aniversari de la seva mort, el Philharmonia Quartet Berlin, els 12 violoncel·listes de l'Orquestra Filharmònica de Berlín i l'Acadèmia de l'Orquestra de l'Orquestra Filharmònica de Berlín van organitzar un concert commemoratiu en honor seu el diumenge 7 de febrer de 2010 a la Sala de Música de Cambra. Sala de la Filharmònica de Berlín.
Brett Dean va dedicar el tercer moviment del seu "Epitafi per a quintet de corda (quintet de viola) (2010)" en memòria de Jan Diesselhorst.